# Cao Chunyan
Cao Chunyan (en chino: 曹春燕; 1977) es una deportista china que compitió en halterofilia. Ganó una medalla de bronce en el Campeonato Mundial de Halterofilia de 2001, en la categoría de 75 kg.

## Palmarés internacional
| Campeonato Mundial | Campeonato Mundial | Campeonato Mundial | Campeonato Mundial |
| Año                | Lugar              | Medalla            | Categoría          |
| ------------------ | ------------------ | ------------------ | ------------------ |
| 2001               | Antalya (Turquía)  | Medalla de bronce  | 75 kg              |